# Vairas (Alta Viena)
Vairas (en francès Vayres) és un municipi francès situat al departament de l'Alta Viena i a la regió de la Nova Aquitània.

## Demografia
| 1962                                       | 1968  | 1975  | 1982 | 1990 | 1999 | 2006 | 2007 | 2008 |
| ------------------------------------------ | ----- | ----- | ---- | ---- | ---- | ---- | ---- | ---- |
| 1.565                                      | 1.388 | 1.127 | 991  | 946  | 873  | 833  | 837  | 826  |
| Des de 1962: població sense dobles comptes |       |       |      |      |      |      |      |      |

## Administració
| Període   | Identitat        | Partit |
| --------- | ---------------- | ------ |
| 1995-2001 | René Habrias     | PCF    |
| 2001-     | Jocelyne Réjasse | PS     |